# Хомуха, Дмитрий Иванович
Дми́трий Ива́нович Хому́ха (туркм. Dmitriý Iwanowiç Homuha; 23 августа 1969, Фирюза, Туркменская ССР, СССР) — советский и туркменский футболист, полузащитник, российский тренер. Заслуженный тренер России (2013).

## Карьера
Начинал в ФШМ г. Ашхабада у тренера Валерия Непомнящего. Со второго класса и до окончания школы занимался в ДЮСШ и интернате у Тачмурада Агамурадова. Карьеру игрока начал в 1985 году в ашхабадской команде «Копетдаг». Армейскую службу проходил во второй команде московского ЦСКА и в СКА «Карпаты» Львов.
На высшем уровне играл за харьковский «Металлист», петербургский «Зенит», ЦСКА (Москва), ярославский «Шинник», грозненский «Терек». Мастерски выполнял штрафные удары.
Окончил Харьковский государственный институт физической культуры, Высшую школу тренеров. Имеет тренерскую лицензию UEFA категории PRO.
Работал в ДЮСШ ЦСКА. С 16 сентября 2010 года работал тренером юношеской сборной России 1996 года рождения. Руководимая им команда смогла пробиться в финальный турнир молодёжного чемпионата Европы 2013 и потом выиграла юношеский чемпионат Европы 2013 года. Через 2 года с этой же командой выиграл серебряные медали ЧЕ-2015 (до 19 лет). В августе 2015 года Хомуха сменил Николая Писарева на посту тренера молодёжной сборной. Контракт был рассчитан до конца отборочного цикла чемпионата Европы 2017 года, однако после неудачного старта сборной — три поражения в четырёх матчах, в том числе от сборных Финляндии 0:2 и Азербайджана 0:3, 25 ноября был освобождён от занимаемой должности по соглашению сторон.
В апреле 2016 года стал главным тренером ФК «Рига». Через четыре месяца, 9 августа, клуб объявил о расторжении контракта по обоюдному согласию.
В феврале 2017 был назначен старшим тренером юношеской сборной России 2002 г. р; контракт был подписан до конца года. Сборная U-17 под руководством Хомухи участвовала в финальном раунде европейского первенства 2019 года. Отборочный турнир чемпионата Европы 2020 года (U-19) не был доигран из-за ситуации, сложившейся на фоне пандемии коронавируса.
В 2022 году в связи с отстранением сборных команд России от международных соревнований перешёл на клубную работу, покинув сборную России среди игроков до 15 лет, и возглавил команду Второй лиги «Калуга». 4 июня 2023 года после поражения от брянского «Динамо» со счётом 0:7 подал в отставку.
19 июня 2023 года возглавил «Шинник».

### Сборная
Выступал за юношескую сборную СССР.
После распада СССР выступал за сборную Туркменистана, хотя по национальности украинец и имеет гражданство России. По словам Хомухи, играл за сборную по просьбе своего детского тренера Тачмурада Агамурадова. Провёл за сборную Туркменистана несколько встреч. Участвовал в Универсиаде в Таиланде.

## Достижения
- Серебряный призёр чемпионата России 1998 в составе ЦСКА
- Бронзовый призёр чемпионата России 1999 в составе ЦСКА
- Обладатель Кубка России: 2003/04
- Победитель первого дивизиона первенства России 2004
- Победитель первого дивизиона первенства России 2001

### Тренерские
- Юношеская сборная России (1996 год рождения):

Победитель традиционного Международного юношеского турнира в Москве
Финалист международного турнира, Монтегю, Франция, 2012
Финалист международного турнира им. Банникова, Украина, 2012
Победитель чемпионата Европы (до 17 лет): 2013
Серебряный призёр чемпионата Европы (до 19 лет): 2015